# Prison de Korydallós
La prison de Korydallós, en grec moderne : Φυλακές Κορυδαλλού / Filakés Korydalloú, est un centre pénitentiaire, en service à Korydallós, dans le district régional du Pirée, en Grèce. La construction de la prison commence en 1961. Elle ouvre ses portes en 1967. Surpeuplée, elle est la plus grande prison du pays.